# Skänninge

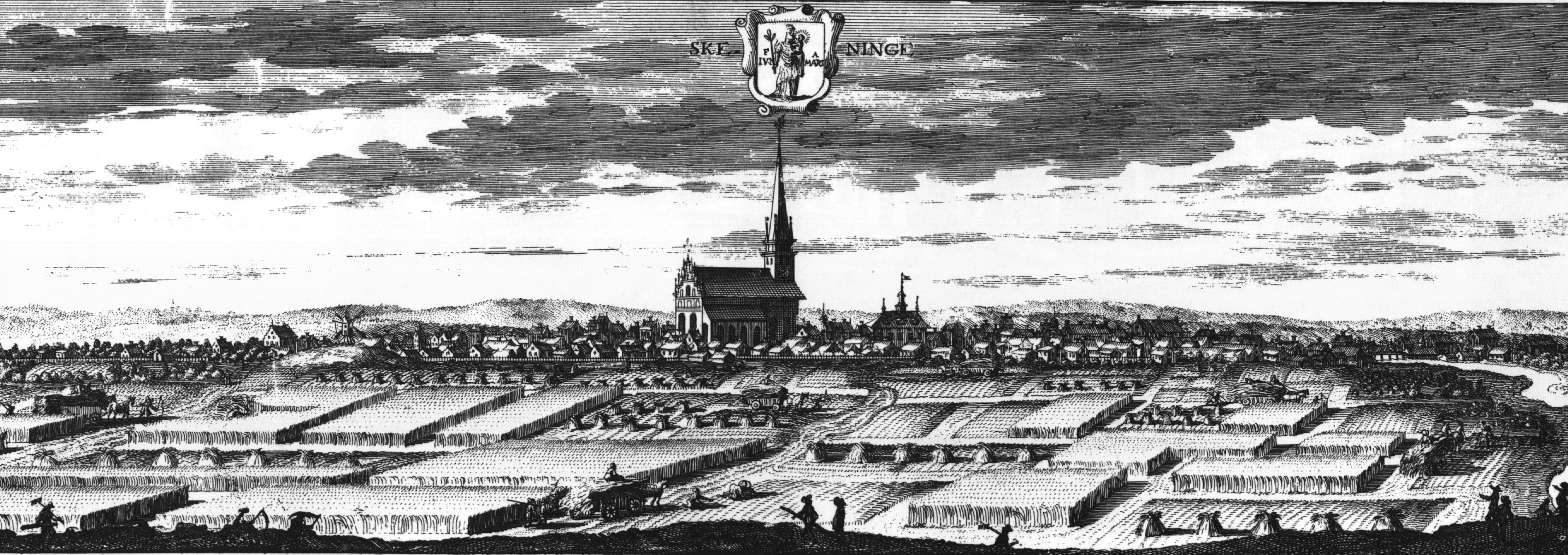
Skänninge au début du XVIIIe siècle

Skänninge est une ville de Suède dans la commune de Mjölby, dans le comté d'Östergötland (Ostrogothie). 3 242 personnes y vivent.

## Histoire
Skänninge fut fondée au XIe siècle, étant ainsi une des villes les plus anciennes de Suède.
Skänninge était en rapports commerciaux avec Reval et Lübeck au Moyen Âge et jouissait de privilèges. Ses habitants allemands étaient protégés par le droit suédois. Ils construisirent l'église Notre-Dame.
La ville est célèbre pour avoir abrité deux couvents dominicains avant la Réforme, dont un couvent féminin fondé en 1281 par la bienheureuse Ingrid de Suède.